# Taco Hemingway
 (mai 2019).
Si vous disposez d'ouvrages ou d'articles de référence ou si vous connaissez des sites web de qualité traitant du thème abordé ici, merci de compléter l'article en donnant les références utiles à sa vérifiabilité et en les liant à la section « Notes et références ».
 (mai 2019).
Pour les articles homonymes, voir Hemingway (homonymie).
Filip Tadeusz Szcześniak, dit Taco Hemingway, est un rappeur et chanteur polonais né le 29 juillet 1990 au Caire.

## Biographie
Il est né le 29 juillet 1990 au Caire. À l'âge de deux ans, il a déménagé d'Égypte en Chine avec ses parents. En 1996, il s'installe à Varsovie avec sa famille. 
Il est diplômé en études culturelles de l'Université de Varsovie. En 2012, il a entrepris des études de maîtrise au département d'anthropologie de l'université de Londres.

## Sa carrière

### 2011-2016
Pendant ses études à Londres, il a écrit les paroles de sa mixtape intitulée Who Killed JFK (2011). Il a utilisé le pseudonyme Foodvillain. Il a chanté en anglais. 26 décembre 2013. par l'intermédiaire du service Bandcamp, il publie un mini-album en anglais intitulé Young Hems. L'artiste a adopté le pseudonyme Taco Hemingway. Les deux albums n'ont pas intéressé le public. Le 9 décembre 2014, son deuxième mini-album intitulé Trójkąt warszawski (Triangle de Varsovie) est sorti. Le lendemain de la sortie de l'album (10 décembre 2014), l'artiste a donné son premier concert au Café Kulturalna à Varsovie. En janvier 2015, il a publié la chanson Tunarzywo, qu'il a enregistrée en 2013. 
Le 6 juin 2015, la première numérique du premier single intitulé "6 Zer" avec le clip vidéo. Le single s'est avéré être le premier succès commercial majeur du rappeur et la clé de sa popularité en Pologne. Le 27 juin 2015, le troisième mini-album est sorti, intitulé Umowa o dzieło. Le matériel a été mis à disposition gratuitement sous forme numérique: sur la chaîne YouTube. Les enregistrements de Taco Hemingway ont suscité l’intérêt de Marcin "Tytus" Grabski - propriétaire de la maison d’édition Asfalt Records, qui a signé un rapport avec le contract. 
Le 19 août 2015, des rééditions du Trójkąt warszawski et du Umowa o dzieło ont été présentées sur le marché, qui ont fait l'objet d'une grande publicité, atteignant respectivement les 3ème et 2ème places du classement polonais OLiS. L'album Umowa o dzieło atteint en 2017 le record d'or. La même année, il se produit pour la première fois au Open'er Festival. Il entame le premier tour de Pologne sous le nom de "Następna Stacja Tour". En 2016, il a remporté le plus important prix de musique polonaise - Fryderyk pour l'album "Umowa o dzieło" dans la catégorie Album de l'année Hip-Hop. Le rappeur ne s'est pas présenté au gala des récompenses et, comme il l'a révélé dans la chanson Żywot, il a joué au jeu vidéo "The Witcher 3: Wild Hunt" au moment de la remise des prix.

### 2016-2018
En 2016, le quatrième mini-album du rappeur 'Wosk' est sorti sans aucune annonce. Le 5 juillet 2016, il publie la chanson Deszcz na betonie, qui annonce l'album Marmur. Le single s'est avéré être un succès sur de nombreuses stations de radio. Le 2 novembre, il a sorti le premier album studio, intitulé Marmur, qui a été mis en vente le 2 décembre avec le précédent disque du rappeur  Wosk . En février 2017, plus de 15 000 exemplaires de l'album Marmur ont été vendus, ce qui leur a valu le statut de disque d'or. Il est parti pour la deuxième tournée du Marmur Tour. Le rappeur Sokół dans une interview à Gazeta.pl a félicité Taco Hemingway, ajoutant qu'il appréciait son travail. En 2017, il a de nouveau été nommé pour le prix Fryderyk pour l'album Marmur, dans la catégorie Album de l'année Hip-Hop, mais il a perdu face à l'album Życie po śmierci, rappeur O.S.T.R. En 2017, le rappeur pour la deuxième fois est apparu à l'Open'er Festival, cette fois sur la scène principale, où la dernière chanson Następna stacja en raison de la pluie du producteur inondant l'artiste a dû terminer la chanson sans musique de fond.
En juillet 2017, il a annoncé un nouveau mini-album. Le 30 juillet 2017, le single intitulé "Nostalgia" (Nostalgie), à laquelle le clip a été fait. La nouvelle mini-album Szprycer a été créée le 25 août. L'album a fait ses débuts à la première place dans les charts polonais OLiS. Le CD, comme tous les précédents, est disponible gratuitement sur le site web du rappeur. Après la sortie de l’album, le rappeur s’est lancé dans une tournée de la tournée Szprycer Tour. Le point culminant de la tournée a été une performance à la Halle Torwar de Varsovie, où le rappeur a rempli la salle entière de plus de 6 000 personnes.
Au cours de la même période, il a également enregistré une chanson d'Otsochodzi Fri. Nowy kolor (Nouvelle couleur) avec le clip vidéo. La chanson a également été choisie comme le single de l'année 2017 selon des sites tels que Glamrap, Newonce et Interia. 
En octobre 2017, le rappeur a publié un nombre limité de chemises, sweat-shirts et casquettes, inspirés des motifs de ses disques. Le 6 mars 2018, Szprycer a été nommé pour le prix Fryderyk dans la catégorie Album de l'année hip-hop et a remporté le plébiscite. Le rappeur une fois encore ne s'est pas présenté au gala. Également jusqu'en mars 2018, l'album s'est vendu à plus de 30 000 exemplaires. copies, obtention du statut de platine.

### Depuis 2018
En mars 2018, il a annoncé qu'il avait enregistré un disque joint avec le rappeur Quebonafide. Le 16 mars 2018, le premier single du duo Taconafide est sorti. "Art-B" sur le canal du label QueQuality. Avec la première, la pré-commande de l'album a commencé. Les rappeurs ont annoncé une tournée de concerts nationale visant à promouvoir l’album intitulé Ekodiesel Tour. Les artistes ont vendu leurs billets pour le concert à Halle Torwar en deux semaines et ont rapidement vendu le reste des concerts dans les grandes salles en Pologne. C’est le plus grand succès commercial de concerts de l’histoire du rap polonais. 
Le 22 mars 2018, ils ont sorti leur deuxième single vendredi Tamagotchi avec le clip vidéo. La chanson s'est avérée être un grand succès commercial, atteignant la 22ème place sur la liste des singles les plus vendus en Pologne - AirPlay. La chanson a battu le record d'Ed Sheeran dans la catégorie du single le plus écouté sur Spotify en Pologne. La chanson elle-même a tenu la semaine à la première place de la carte de temps YouTube, atteignant plus de 10 millions de vues en 10 jours et a finalement obtenu un résultat de plus de 60 millions de vues. La chanson s’est également révélée être un grand succès radiophonique, atteignant le sommet des charts de nombreuses stations de radio, Radio Eska, Radio Szczecin, Radio Trójka ou RMF FM. La chanson a gagné une popularité modérée dans les radios européennes avec de la musique hip hop. 
Le 13 avril 2018, l'album entier "Soma 0.5 mg" a été créé. Quelques jours après la première, du matériel supplémentaire ajouté au disque était également disponible sur les services de diffusion en continu. L'album a fait ses débuts à la première place dans les charts polonais - OLiS, avec plus de 30 000 ventes copies gagnant ainsi le statut de platine. Le 6 juillet, le rappeur s'est produit pour la troisième fois au festival Open'er à Gdynia, cette fois avec le rappeur Quebonafide, dans le rôle de Taconafide.
Le troisième album de Café Belga est sorti sans annonce le 13 juillet 2018. Le musicien a de nouveau fait ses débuts à la première place dans les charts polonais - OLiS. En juillet, il a également publié le sixième mini-album Flagey. L’album Café Belga à fin octobre s’étalait sur plus de 30 mille. copies obtenant ainsi le statut de platine. En 2019, le rappeur a reçu jusqu'à sept nominations pour le prix Fryderyk, dans cet album, Soma 0.5 mg a été remporté dans la catégorie album de l'année hip-hop.
Le 9 février 2019, un nouveau morceau de musique est apparu sur Internet, qu'Asfalt Records tentait de supprimer immédiatement. En avril, il a été confirmé qu'il travaillait sur un nouvel album. L'album Pocztówka z WWA, lato 19 è stato rilasciato il 23 luglio 2019.

## Vie privée
Il est en relation avec Iga Lis (née en 2000), fille des journalistes Tomasz Lis et Kinga Rusin.

## Discographie

### Album studio
- 2016 : Marmur
- 2018 : Soma 0,5 mg (avec Quebonafide)
- 2018 : Cafe Belga
- 2019 : Pocztówka z WWA, lato 19
- 2020 : Jarmark
- 2020 : Europa
- 2023 : 1-800 OŚWIECENIE

### Minialbums
- 2013 : Young Hems
- 2014 : Trójkąt Warszawski
- 2015 : Umowa o dzieło
- 2016 : Wosk
- 2017 : Szprycer
- 2018 : Flagey

### Mixtapes
- 2011 : Who Killed JKF